# Satymkul Džumanazarov
Satymkul Džumanazarov (Joon-Döbö, 17 settembre 1951 – Biškek, 2 aprile 2007) è stato un maratoneta sovietico, vincitore della medaglia di bronzo alle Olimpiadi di Mosca 1980.

## Biografia
Di origine kirghisa, ai Giochi olimpici di Mosca 1980 arrivò al terzo posto nella maratona, piazzandosi alle spalle del tedesco Waldemar Cierpinski e dell'olandese Gerard Nijboer.

## Palmarès
| Anno | Manifestazione  | Sede  | Evento   | Risultato | Prestazione | Note |
| ---- | --------------- | ----- | -------- | --------- | ----------- | ---- |
| 1980 | Giochi olimpici | Mosca | Maratona | Bronzo    | 2h11'35"    |      |

## Altre competizioni internazionali
1980
- Argento alla Maratona di Mosca ( Mosca) - 2h11'16"

1981
- 5º alla Maratona di Tokyo ( Tokyo) - 2h12'31"